# Geschiedenis van Suriname
Dit artikel behandelt de geschiedenis van Suriname.

## Precolumbiaans (tot 1492)
Archeologische opgravingen wijzen uit dat rond 10.000 voor Christus, en mogelijk eerder, de oudste bewoners van Amerika, de Paleo-inheemsen of Paleo-Amerikanen, zich vestigden in de Sipaliwinisavanne. Dit waren nomadische jager-verzamelaars, en het archeologisch materiaal (vuistbijl, chopper, stenen pijlpunt etc.) komt overeen met materiaal dat in Europa uit de oude steentijd of paleolithicum wordt gevonden.
Rond 3000 voor Christus vestigden zich aardewerk producerende agrarische gemeenschappen nabij de benedenloop van de Corantijn, waar zij verbleven tot ongeveer 500 v.Chr.. In Suriname is er archeologisch bewijs dat deze gemeenschappen zich vestigden aan de Kaurikreek en aan de Maratakka. Dit waren (semi-)sedentaire landbouwers, en het archeologisch materiaal (aardewerk en landbouw) komt overeen met wat in Europa de nieuwe steentijd of Neolithicum wordt genoemd.
Archeologisch onderzoek heeft aangetoond dat aan de Corantijn, bij de Wonotobovallen, er vanaf het begin van de jaartelling Saladoïde en Barrancoïde aanwezigheid was.
Rond 500 trokken afstammelingen van deze Arowakken van deze Mabaruma-cultuurfase vanuit het westen het laagland van de Guyana's binnen en verdreven waarschijnlijk de Surinen, een volk dat leefde van visvangst en schelpdieren. Van deze Surinen is waarschijnlijk de naam Suriname afkomstig. De Arowakken vestigden zich vooral langs de kust, maar trokken ook via de rivieren het binnenland in. Ze vormden waarschijnlijk een goed ontwikkelde beschaving die vanwege de veel voorkomende overstromingen in de moerassen van het kustgebied kleiterpen opwierpen om hun vruchtbare landbouwgrond en woongebied te beschermen. Ze waren vooral landbouwers, vissers en verzamelaars. Ze cultiveerden cassave, ananas, kalebas, papaja, tabak, katoen en pijlriet en richtten een bloeiende samenleving op.
Rond 750 is er een aanwezigheid van Koriabo, een archeologische cultuur die genoemd is naar de Koriabokreek in Guyana, waar dit type aardewerk voor het eerst is aangetroffen en beschreven. Tussen 750 en 1500 verspreidde dit type aardewerk zich over Guyana, van wat nu Braziliaans-Amapá is, Frans-Guyana, Suriname, Guyana, en Venezuelaans-Guayana.

Koriabo wordt algemeen geassocieerd met Cariban-sprekende volken die de voorouders zijn van de huidige inheemse volken, zoals de Kalinya, Carib, Trio en Wayana.

### Terpbewoners
Veel van de geschiedenis van voor de komst van de Europeanen is onduidelijk bij gebrek aan geschreven bronnen, maar de archeologie, met name in plaatsen als Hertenrits heeft toch een aantal zaken aan het licht gebracht.
West-Suriname was lange tijd het oostelijk grensgebied van eerst de Saladoïde en daarna de Barrancoïde aardewerktraditie. De vondsten in Wonotobovallen laten eerst de ene en daarna de andere cultuur zien. In het kustgebied waren er terpbewoners tussen de 4e en 13e eeuw. De oudste vondsten zijn van de terpen Buckleburg-I en II en dateren van 1845±45 BP. Deze terpen waren omgeven door vrijwel vierkante verhoogde akkers. Het aardewerk behoort tot de Barancoïde traditie. De jongste sporen daarvan zijn van ongeveer 700 AD. Even ten westen daarvan ligt Hertenrits en een aantal andere terpen met een volkomen andere traditie en lange, smalle verhoogde akkers. Het lijkt erop dat er rond 700 een nieuw volk zich is komen vestigen met een Arauquinoïde traditie die herkenbaar uit streken verder westelijk stamt (Venezuela). Zij cultiveerden vooral cassave, naast een veelheid aan andere planten. Verder oostelijk in Peruvia zijn ook vondsten van deze Vroege Hertenrits-cultuur aangetroffen, maar daar zijn ook elementen van de Kwatta Tingiholo-cultuur te vinden die eerder met Centraal-Suriname in verband staat. Mogelijk waren er handelsbetrekkingen die natuursteen vanuit het binnenland naar de steenloze kuststreken bracht. De Arauquinoïde traditie breidde zich verder naar het oosten uit, er zijn ook resten ervan op het eiland Cayenne gevonden. Deze uitbreiding dateert vooral van de periode 1000-1250.

## Kolonisatieperiode (1492-1954)
De eerste Europese kustverkenningen werden in 1499-1500 uitgevoerd door de Spaanse ontdekkingsreiziger Alonso de Hojeda, gevolgd door Vicente Yáñez Pinzón en Diego de Lepe die beiden de noordkust van Brazilië volgden tot aan Trinidad. De Spanjaarden toonden verder geen interesse in Suriname. Een eeuw later gingen Engelse ontdekkingsreizigers op instigatie van Walter Raleigh op zoek naar het mythische goudland El Dorado. Laurence Keymis zeilde in 1596 in opdracht van Raleigh de Corantijn op en Unton Fisher in 1609 in opdracht van Robert Harcourt de Marowijne.
Op 23 april 1593 werd het gebied Guyana voor koning Filips II van Spanje in bezit genomen door Domingo de Vera. De Britten plaatsten hun vlag namens koning Jacobus I in 1609. Vanaf die tijd werd er door Europese planters geprobeerd om zich te vestigen in Suriname. Zij kozen de hoger gelegen gedeelten uit om hun vestigingen te stichten. Paramaribo, Coronie en Groningen zijn op ritsen gebouwd. Het stratenpatroon van de oude binnenstad van Paramaribo weerspiegelt de ligging van de ritsen. De huizen zijn op een rits gebouwd en de achter de huizenrijen liggende lagere grond wordt als erf gebruikt.
In 1613 werd in Paramaribo, waar al een inheemse nederzetting was, een Amsterdamse factorij gevestigd.
Rond 1640 vestigen zich aan de Cassiporakreek de eerste Joden. Zij waren voor vervolging door de Spaanse Inquisitie uit Spanje naar Suriname vertrokken. Ze beginnen er diverse plantages waarop zij slaven houden. Rond 1650 komt een tweede groep Joden, dit keer uit Engeland onder aanvoering van Francis Willoughby. Een derde groep, onder leiding van David Cohen Nassy, komt uit Mauritsstad (Brazilië). De Britse kolonie tussen de Coppename en de Marowijne kreeg in 1662 in een Charter van koning Karel II de naam Willoughbyland en als hoofdstad Torarica. Als de Fransen in 1664 Cayenne op de Nederlanders veroveren, vestigen ook vele joden uit dat gebied zich in de Jodensavanne.

### Zeeuwse en Amsterdamse kolonie

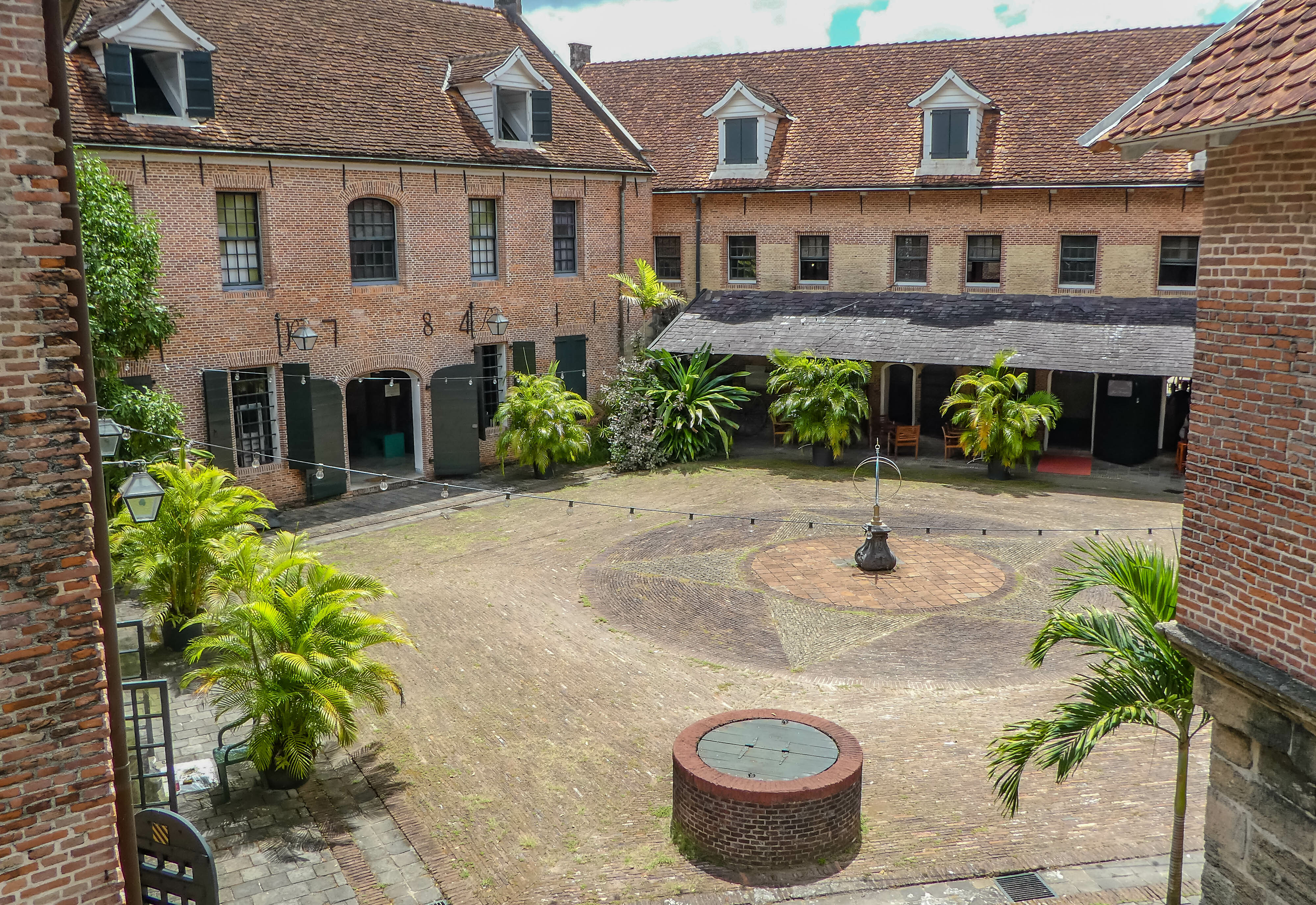
Fort Zeelandia, Paramaribo

In 1667 rustten de Staten van Zeeland een vloot van zeven schepen onder leiding van Abraham Crijnssen uit, die Suriname (toentertijd Serename of Soramme genoemd) met een verrassingsaanval op de Engelsen veroverde. Een jaar later zou Suriname, dat met de Engelsen werd geruild voor Nieuw-Amsterdam (het latere New York), definitief in bezit komen van de Staten van Zeeland. Deze leidde jaarlijks verlies op de kolonie, onder andere door de militaire maatregelen die nodig waren om de kolonisten te beschermen tegen aanvallen van de oorspronkelijke bewoners.
In december 1678 nam Johan Heinsius het plaatselijk bestuur over van Abel Thisso, die na het vertrek van Adriaenssen had waargenomen. Hoewel slechts anderhalf jaar aan de macht, was Heinsius' betekenis voor de kolonie in de kritieke jaren 1679 en 1680 groot. Heinsius wist de teloorgang van de kolonie te voorkomen door krachtig optreden tijdens de eerste jaren van de Inheemse oorlog (1678-1686). Toen hij in april 1680 stierf, schreven de planters op 6 mei een brief aan de Staten van Zeeland, waarin ze voorstelden om zelf een bestuur te vormen. De Staten van Zeeland wilden echter van Suriname af. Er was onenigheid met de Staten-Generaal en de West-Indische Compagnie (WIC). Die laatste claimde het bezit over Suriname op basis van het octrooi dat ze door de Staten-Generaal verleend was. De Staten-Generaal steunde de WIC hierin. 
Om aan de impasse te ontkomen verkochten in 1682 de Staten van Zeeland hun Surinaamse bezittingen voor 260.000 gulden aan de WIC. Die wilde niet alle financiële risico's alleen dragen en maakte een jaar later de stad Amsterdam en Cornelis van Aerssen van Sommelsdijck tot deelgenoot. De aandelen van deze nieuwe onderneming, de Geoctroyeerde Sociëteit van Suriname, werden gelijkelijk verdeeld. De nieuwe onderneming werd vanaf 1683 verantwoordelijk voor het beheer van de kolonie Suriname. In deze periode werden vele plantages opgericht waar slaven aan het werk werden gezet om koffie, suikerriet en specerijen te verbouwen, die vervolgens in Europa werden verkocht.
In 1712 viel de Franse kaper Jacques Cassard Suriname aan waardoor 'zoutwaternegers' (uit Afrika aangekomen slaven) de kans grepen om tijdens de verwarring van de plantages te ontsnappen, het oerwoud in. Asikan Sylvester was een van hen. Hij stichtte een marron-gemeenschap en werd later opgevolgd door de bekende Boni. De aanval van Cassard was voor de regering in Suriname aanleiding voor de bouw van het Fort Nieuw-Amsterdam.
Tot de achttiende eeuw waren er geen noemenswaardige nederzettingen in het westen van het huidige Suriname. Plantages daar zouden niet beschermd zijn tegen overvallen vanuit de zee en er was genoeg grond in het oosten, waar Fort Nieuw-Amsterdam voor veiligheid zorgde. De eigenlijke Surinamekolonie beperkte zich tot de Suriname- en Commewijne (rivier) en hun zijtakken. Na het gereedkomen van Fort Nieuw-Amsterdam in 1746 was de Commewijnerivier volledig beschermd en werden de gronden aan de monding van de rivier ontgonnen. In 1747 verkreeg Isaac Godeffroy een grondwarrande voor 500 akkers (1 akker = 10 vierkante ketting= 0,43 hectare).
De Coppename speelde in de economie van Suriname geen rol van betekenis. Dit in tegenstelling tot de Saramacca, waarlangs in de 18e en 19e eeuw meerdere cacao- en suikerrietplantages zijn aangelegd. Behoudens een enkele houtgrond, zoals Andresa, was Batavia de enige plantage aan de Coppename.
In 1753 gaf de Amsterdamse bankier Willem Gideon Deutz een West-Indische plantagelening van een miljoen gulden uit. Waarschijnlijk heeft J.J. Mauricius nog tijdens zijn gouverneurschap in Suriname dan wel tijdens zijn verblijf in de Republiek in 1751 Deutz aangespoord krediet aan de planters te verschaffen. Amsterdam stortte 30.000 gulden in het fonds. Het krediet groeide tot vier miljoen aan en stelde de planters in staat van schuldeiser te veranderen.
De planters verplichtten zich al hun producten aan de "Voorschotbank", dat wil zeggen Deutz, in bewaring te geven, die ze tegen een commissieloon van 2% zou verkopen. Er meldden zich in 1758 volgens een omstreden notitie 89 planters, die voor 4.628.365 gulden bij Deutz in het krijt stonden.
De negotiatie had de vorm van een hypotheek waarvan de hoogte werd bepaald door de waarde van de grond, slaven en oogst. Deutz heeft waarschijnlijk in afwachting van betere tijden de achterstallige interest uit eigen beurs aan de obligatiehouders betaald. Vermindering of uitstel van interestbetaling en aflossing aan de obligatiehouders zou immers de koers doen zakken en de negotiatie een slechte naam bezorgen. De door Deutz verschafte plantagelening is nog door vele andere gevolgd, maar bij zijn overlijden bleken zijn zaken in geëmbrouilleerde staat te verkeren, zodat zijn erfenis door de erfgenamen onder voorwaarden, aanvaard werd.

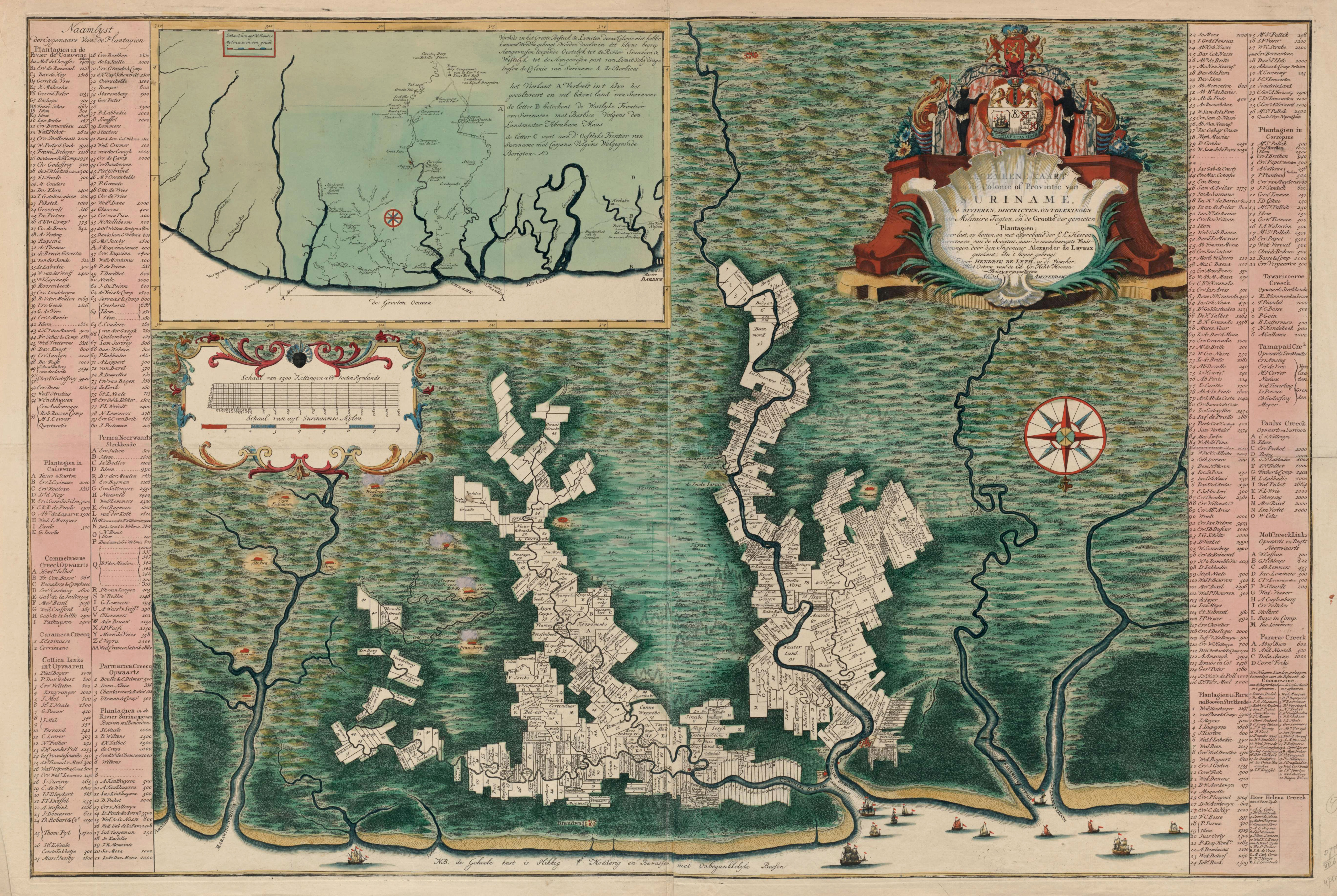
Kaart van De Lavaux uit de 18e eeuw

In 1720 onderzocht Salomon Herman Sanders in opdracht van gouverneur Jan Coetier de bovenloop van de Corantijn naar goudvoorkomens.
De Pruisische cartograaf Alexander de Lavaux kreeg in 1734 de opdracht een kaart te vervaardigen van geheel Suriname, met een correct overzicht van het grondbezit en de ligging van de plantages. In 1735 werd De Lavaux uitgenodigd om zijn kaart in Amsterdam in koper te graveren. Voor het eerst stonden alle cultuurgebieden in de omgeving op één kaart ingetekend. In de binnenlanden staan onder meer wegloopersdorpen
afgebeeld, die in brand staan en andere getuigenissen van acties tegen Marrons, waarbij De Lavaux betrokken was geweest. Naast de grote nauwkeurigheid
was de kaart van De Lavaux van extra importantie door de lijst met de namen en grootte van 440 plantages en de namen van hun eigenaren.

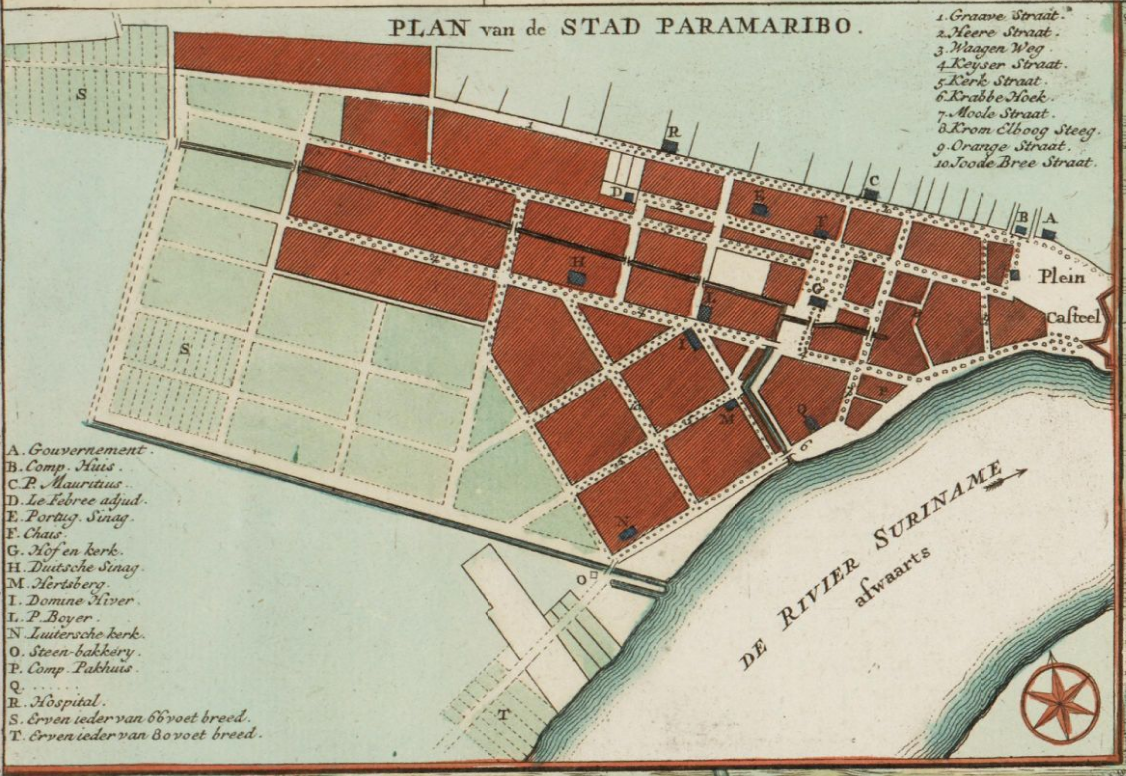
Paramaribo in 1737

In 1735 arriveerden de eerste zendelingen van de Evangelische Broedergemeente in Suriname (zie Evangelische Broedergemeente Suriname). Dat kon gebeuren omdat Nikolaus von Zinzendorf bevriende relaties had met het bestuur van de Geoctroyeerde Sociëteit van Suriname. Kort daarna, in 1740, gaf de gereformeerde kerkenraad in Amsterdam toestemming voor de oprichting van een Lutherse gemeente in Paramaribo. Tot die tijd was de Nederduitse Gereformeerde Kerk (NG-kerk) het enige kerkgenootschap in Suriname, met tot 1700 als zetel de oude hoofdstad Thorarica. De NG-kerk was een kolonistenkerk die niet aan zendingswerk deed.

Jaarlijks vluchtten er ongeveer 250 slaven, wat neerkwam op ongeveer een half procent van de slavenbevolking. Twee derden keerde na verloop van tijd uit eigen beweging terug, omdat het harde en opgejaagde bestaan in het oerwoud toch niet vol te houden bleek. Dat neemt niet weg dat elk jaar ongeveer tachtig vrije slaven (marrons) in de oerwouden achterbleven. 
Gevluchte marrons voerden in de 18e eeuw vanuit het oerwoud regelmatig overvallen uit op plantages. Om die reden werd het Cordon van Defensie rondom Paramaribo aangelegd. Nadat de Aukaners op 10 oktober 1760 en de Saramaccaners in 1762 vrede sloten met de koloniale overheid, scheidde een groep onder leiding van de kapiteins Beku en Musinga zich af. Om van hun overvallen op plantages gevrijwaard te blijven, werd in 1769 een apart vredesakkoord met hen gesloten en sindsdien worden zij als een afzonderlijke stam beschouwd: de Matawai. Ze vroegen het koloniaal bestuur om wapens om tegen de Kwinti te kunnen vechten, een ander Marronvolk. De Kwinti werden vervolgens meerdere malen aangevallen door de Matawai. In Oost-Suriname bleven de Boni-marrons actief, wat in 1771 leidde tot een jaar lang beleg en opvolgende inname van Fort Boekoe door het koloniale leger, hun leider Boni vluchtte naar de Marowijnerivier. Met de Boni-marrons werd pas in 1860 formeel vrede getekend.
Voor de strijd tegen Boni was vanuit de Republiek een leger van 500 man gestuurd, waarvan ook de Schot John Gabriel Stedman deel uitmaakte. Tijdens zijn verblijf in Suriname hield Stedman een dagboek bij dat in het Engels en Nederlands werd uitgegeven. Het beschrijft veel dagelijkse gebeurtenissen en geeft een goed beeld van Suriname, de kolonisten en de slavernij. Hij was een niet onverdienstelijk tekenaar en maakte bij zijn teksten verschillende tekeningen en waterverfschilderingen. Die werden in Engeland door de Abolitionisten gebruikt om de misstanden van de slavernij op de plantages inzichtelijk te maken.
In 1790 mislukte de koffieoogst. Schepen die klaar lagen om koffie te vervoeren moesten zonder lading vertrekken. Door gebrek aan toevoer was de prijs voor slaven sterk gestegen.
Na de opheffing van de WIC in 1791 bleef de Sociëteit van Suriname nog vier jaar bestaan. De laatste directeur was de uit Zweden afkomstige Johannes Fåhraeus. Bij de invoering van de Bataafse Republiek werd de werkwijze van de Sociëteit niet langer aanvaardbaar geacht. In november 1795 werd de Sociëteit formeel opgeheven en overgedragen aan de Representanten van het volk.

### Brits intermezzo
Tijdens de Franse bezetting van Nederland verzette gouverneur de Friderici zich niet tegen de Britten die in 1799 Suriname binnenvielen, de Britten handhaafden hem als gouverneur. Tijdens deze Britse periode werd de linkeroever van Corantijn gedefinieerd als grens met het eveneens bezette Berbice. In 1802 bij Vrede van Amiens werd Suriname teruggeven aan Nederland, Berbice - met de nieuwe oostgrens - bleef in Britse handen. In 1804 was er opnieuw oorlog met de Britten en zij bezetten opnieuw Suriname. Dit bleef zo tot in 1814 in het kader van het Congres van Wenen een deel van Nederlandse koloniën teruggegeven werd. Eerst moest Nederland echter wel een wet aannemen tegen de Transatlantische slavenhandel, waarna in 1816 de kolonie daadwerkelijk werd overgedragen.
In die periode voerde de Britse regering in eigen land een politiek om Schotland te ontvolken, om nieuwe Schotse opstanden te voorkomen. Schotten die zich in Suriname vestigden kregen tegemoetkomingen zoals stukken land voor landbouw (plantages) en slaven als goedkope werkkrachten. De Schot Alex Cameron begon in 1808 met de bouw van de eerste plantage in Coronie waar tegenwoordig Burnside ligt. Meer Schotten volgden hem, vooral vanuit Grenada, waar de landbouwgronden uitgeput raakten.
Toen Suriname in 1816 aan Nederland werd teruggegeven, bleven de Engelsen en Schotten in het bezit van hun plantages en slaven.

### Tweede Nederlandse periode

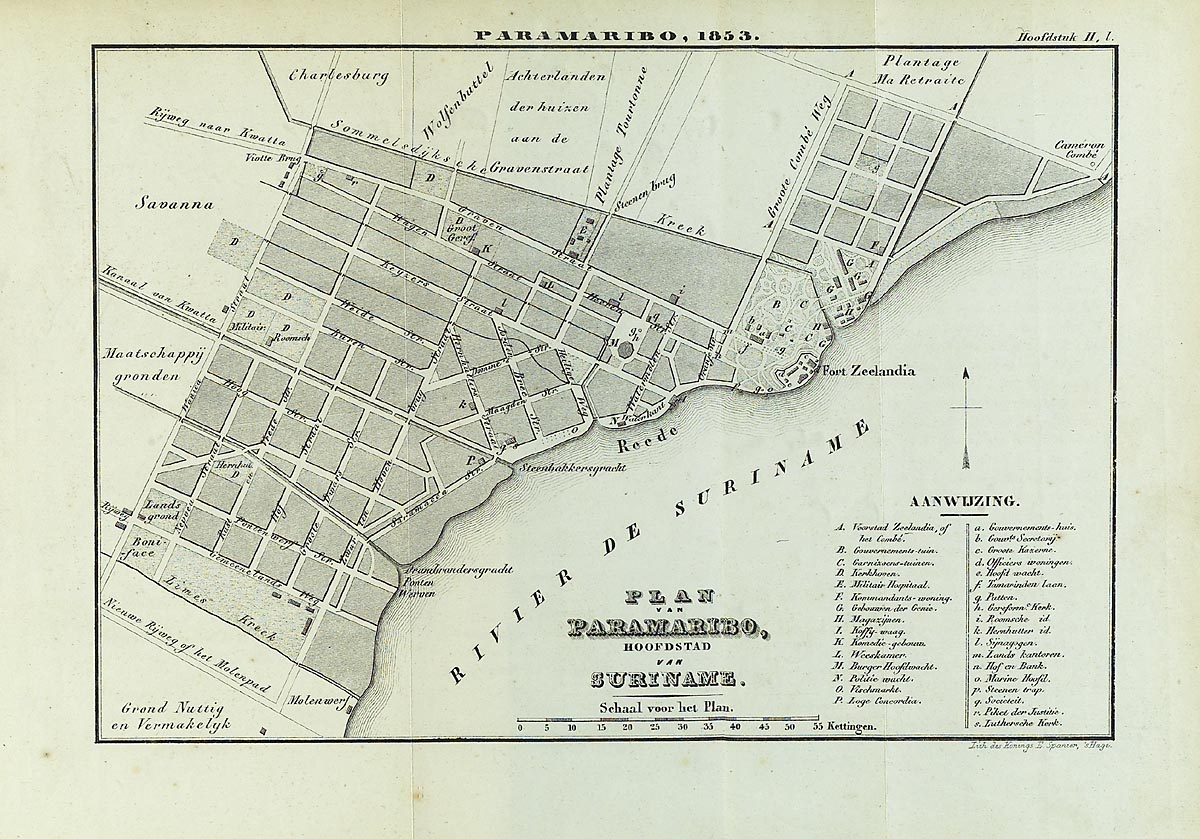
Paramaribo in 1853, voor het begin van de verkavelingen

De slavenhandel werd in 1814 afgeschaft, maar niet de slavernij zelf. Vanaf 1826 waren slaveneigenaren verplicht om hun slaven te registreren. Daarbij moesten de geboortedatum, naam van de moeder, besmettelijke ziekten en gegevens over verkoop en vrijlating worden vastgelegd, samen met andere informatie die van invloed konden zijn op de verkoopwaarde. De gegevens werden geordend op plantage of privé eigenaar, en verzameld in de slavenregisters. Voor vrije mensen werd de burgerlijke stand ingevoerd op 1 juli 1828. De uitvoering werd voorlopig opgedragen aan kerkelijke gemeenten, die hiermee immers ervaring hadden. Toen in 1834 het land werd verdeeld in districten, werd per 1 juli 1835 het districtshoofd verantwoordelijk voor de bevolkingsadministratie. In 1863 werden na de Emancipatie de slavenregisters opgenomen in het bevolkingsregister.
Minister van koloniën Baud probeerde in 1845 een lotverbeteringsbeleid in te voeren, maar hij werd daarbij door de planters gedwarsboomd. Zij wensten geen enkele verandering in de status quo en ontketenden een ware hetze tegen gouverneur Elias.
Na de afschaffing van de slavernij in Brits- en Frans-Guyana (1833 resp. 1848), bleef daar nog maar een beperkt deel van de slaven op de plantages werken. Gealarmeerd door de leegloop van die plantages, vroegen plantage-eigenaren in Suriname het gouvernement om arbeiders buiten Suriname te werven. De eerste groep bestond uit 18 Chinezen die in 1853 vanuit Java naar Suriname kwamen. Vier overleefden de reis niet door ziekte. Ze waren van tevoren niet gekeurd, waardoor enkelen ongeschikt bleken voor plantagewerk. De rest werd te werk gesteld op de gouvernementsplantage Catharina Sophia. Deze groep luidde de Chinese immigratie in. Door de hoge wervingskosten werd besloten om de tweede groep rechtstreeks in China te werven. Daartoe werd in 1865 in Amsterdam de Surinaamsche Immigratie Maatschappij gesticht, met een kantoor in Hongkong. Deze maatschappij sloot contracten met schippers, die 15 gulden kregen voor elke vervoerde Chinees. De mensen werden tewerkgesteld op een manier die niet heel veel verschilde van slavernij, zo was op hen de poenale sanctie van toepassing. De SIM staakte haar activiteit toen in 1873 de koloniale overheid begon met de aanvoer van Hindostanen.

#### De emancipatiewet
Op 1 juli 1863 kwam met de inwerkingtreding van de Emancipatiewet een einde aan de slavernij, en begon een tienjarige periode van Staatstoezicht. De officiële reden was, dat deze tijd nodig zou zijn om de vrijgemaakten te leren regelmatig te werken en een zedelijk leven te leiden. Maar ook het belang van de plantages speelde een grote rol: men wilde
de tijd gebruiken om vervangers te vinden. Deze werden uiteindelijk gevonden in de vorm van Hindoestaanse en Javaanse contractarbeiders.
In 1866 werden de eerste verkiezingen voor de Staten van Suriname gehouden onder strikt censuskiesrecht, zoals dat in die dagen overigens ook in Nederland gebruikelijk was.
De voormalige slaven waren er tijdens het staatstoezicht slechter aan toe dan voor de emancipatie. Ze konden nu kiezen voor wie ze "wilden" werken, maar moesten nu zelf voor voedsel, kleding, huisvesting en medische zorg betalen en daarvoor kregen ze een ontoereikend loon. Naast de verplichting te werken, nam de regering ook meerdere maatregelen om te verhinderen dat de vrijgemaakten zich aan het veldwerk zouden onttrekken. Ze mochten zich enkel met toestemming van het koloniale en plantersgezag verplaatsen en er kwam een einde aan het lotsverbeteringsbeleid. Na het staatstoezicht kwamen een aantal plantages in handen van de voormalige slaven, de eigenaren konden of wilden het loon niet betalen. Ze betaalden uiteindelijk door de grond over te dragen. Dit is met name in district Para gebeurd. Daarom zijn een aantal plantages tot op de dag van vandaag in bezit van de nakomelingen en worden deze bestuurd door een plantagebestuur.
In 1876 werd de leerplicht ingevoerd voor kinderen tussen 7 en 12 jaar oud. De onderwijstaal was Nederlands en dit betekende dat er, vooral in de stad, een groot aantal mensen toe gebracht werden deze taal als tweede taal te verwerven. Voordien werd de taal voornamelijk slechts door een klein aantal moedertaalsprekers gesproken.

#### Goudvondsten

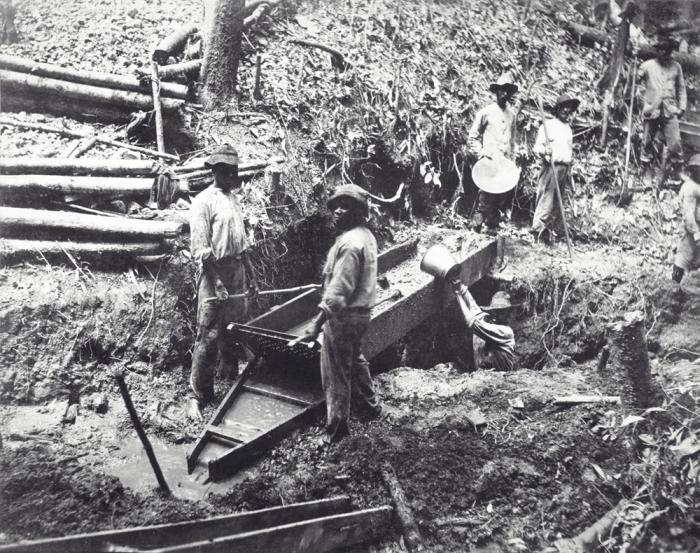
Gouddelven in Placer de Jong (1880-1900)

Toen in de jaren '80 van de 19e eeuw belangrijke goudvondsten werden gedaan in de Lawadelta, rees het probleem welke rivier beschouwd moest worden als de bronrivier van de Marowijne, de Lawa of de Tapanahony. Was het gebied van Suriname of van Frans-Guyana? De kwestie werd onderworpen aan arbitrage van tsaar Alexander III van Rusland, die in 1891 het gebied aan Suriname toewees. Nog meer Surinamers trokken nu naar dat gebied, wat ook een impuls betekende voor de stad Albina. Goudvondsten aan de Sarakreek leidde tot de aanleg van de Landsspoorweg in 1914.

#### De veestapel
In de afgelopen eeuwen waren runderen in Suriname relatief klein van stuk met een gewicht van rond de 250 kg. De dieren hadden een roodachtige tot gele kleur en kenden een kleine opbrengst van vlees en melk. Om die te verbeteren werden door plantagedirecteuren stieren uit Nederland geïmporteerd. Later, in 1935, in 1949 en in de jaren erna, volgden importen uit Nederland en verschillende landen in de Cariben en Noord-Amerika. Aan het eind van de jaren 1960 waren er circa achtduizend bedrijven waar bij elkaar bijna 40.000 runderen voor vlees en melk werden gehouden.

#### De Tweede Wereldoorlog en het bauxiet
In de Tweede Wereldoorlog hadden de Verenigde Staten grote behoefte aan aluminium en de grondstof ervoor, bauxiet, met name voor de bouw van vliegtuigen. Suriname werd een belangrijke leverancier van deze grondstof en dat betekende een aanzienlijke verandering in de economie van het land. Nederland opende Suriname voor de activiteiten van de Amerikanen, met name de maatschappij Alcoa, hoewel ook Billiton in 1942 bij Onverwacht bauxiet begon te exploiteren. Zelf was Nederland onder Duitse en Nederlands Indië, waar Billiton vandaan kwam, onder Japanse bezetting en kon zich de nodige investeringen moeilijk veroorloven. Suriname werd zo wel de grootste exporteur van bauxiet in de wereld, maar zelfs dat kon de handelsbalans die al sinds de emancipatie negatief geweest was niet in de zwarte cijfers brengen.

## Het Statuut (1954-1975)

Surinaamse vlag van 1959 tot 1975

Eind jaren 1940 werden de eerste politieke partijen opgericht zoals de Nationale Partij Suriname en de Verenigde Hindostaanse Partij.
Op 15 december 1954 tekende Archibald Currie namens Suriname het Statuut voor het Koninkrijk der Nederlanden en hield het land op een kolonie te zijn. Het kreeg een grote mate van zelfbestuur en algemeen kiesrecht. Na de verkiezingen van 1955 werd Johan Ferrier de eerste premier onder het nieuwe bestel. In 1958 werd de Brokopondo-overeenkomst ondertekend, wat leidde tot de aanleg van een groot stuwmeer ten bate van de aluminiumwinning. In 1958 won de NPS de verkiezingen en werd Emanuels premier. In 1963 werd hij opgevolgd door 'Jopie' Pengel. Hij zou dat tot 1969 blijven en heeft grote invloed gehad op de ontwikkeling naar volledige onafhankelijkheid. Onafhankelijkheid kwam in Suriname eerst ter sprake toen eind jaren 50 van de twintigste eeuw intellectuelen van zich lieten horen. De Partij Nationalistische Republiek sprak zich uit voor een zo spoedig mogelijke onafhankelijkheid. Volgens deze partij moest Nederland actief meewerken om het kolonialisme te beëindigen.

## Onafhankelijk Suriname
In 1969 kwam een coalitie van VHP en de PNP aan de macht. Deze regering vond onafhankelijkheid geen goed idee, maar wilde wel voorbereidingen treffen. Maar de ontwikkelingen gingen anders. In 1973 kwam de coalitie van VHP en PNP ten val. De NPS kwam in 1973 aan de macht. Premier Henck Arron wilde niet later dan "ultimo 1975" Suriname onafhankelijk verklaren. De VHP en VHP-voorman Jagernath Lachmon waren toen in Nederland. Zij vonden Arrons verklaring alleen geschikt voor "binnenlandse consumptie".

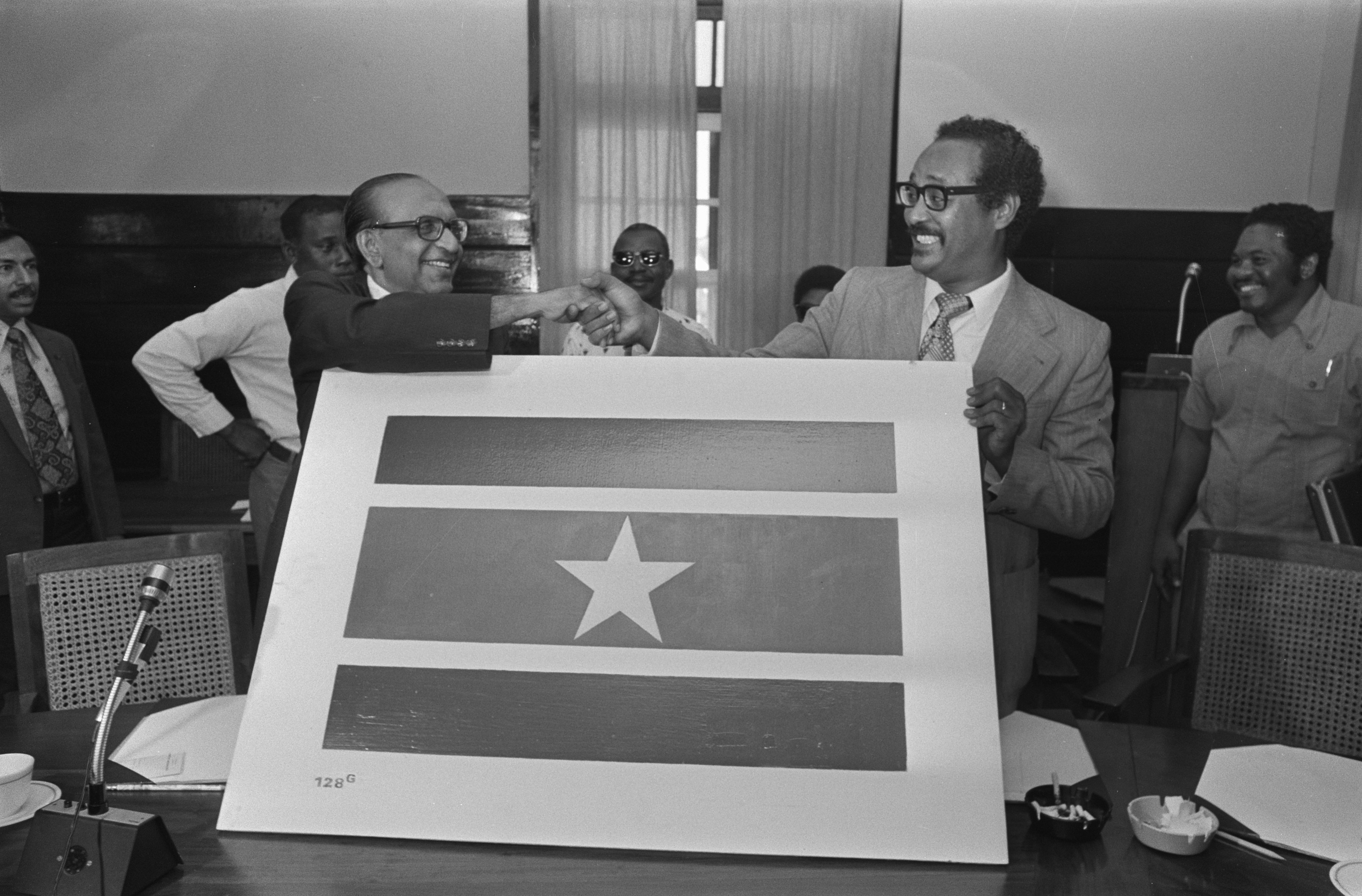
Jagernath Lachmon (l) en Henck Arron (r) met de nieuwe vlag van Suriname

Toen in 1973 in Nederland het kabinet-Den Uyl aantrad, kwam de Surinaamse onafhankelijkheid in een stroomversnelling. De Nederlandse regering onder leiding van de sociaaldemocraat Joop den Uyl vond het hebben van koloniën niet langer kunnen en stuurde aan op een versnelde onafhankelijkheid van Suriname. In de Surinaamse Staten kwam het echter tot een patstelling over het aannemen van de wet die het land onafhankelijk zou maken. De VHP van Lachmon was fel tegen en voorspelde dat onafhankelijkheid grote rampspoed zou brengen. Velen stapten daardoor op het vliegtuig naar Nederland, wat leidde tot de vorming van de Surinaamse diaspora. Minister Bas de Gaay Fortman maakte duidelijk dat het proces onomkeerbaar was en uiteindelijk was Dewendrepersad Hindori bereid met de regering mee te stemmen en de impasse te doorbreken, omdat hij vond dat zijn land op een reguliere manier onafhankelijk behoorde te worden. Op 25 november 1975 was het zover. Op die dag streek men de Nederlandse vlag voor het laatst en werd Suriname een onafhankelijke republiek. Later die dag werd Johan Ferrier, de laatste gouverneur, beëdigd tot president. 25 november wordt jaarlijks gevierd onder de naam Srefidensi Dey.

### Dictatuur

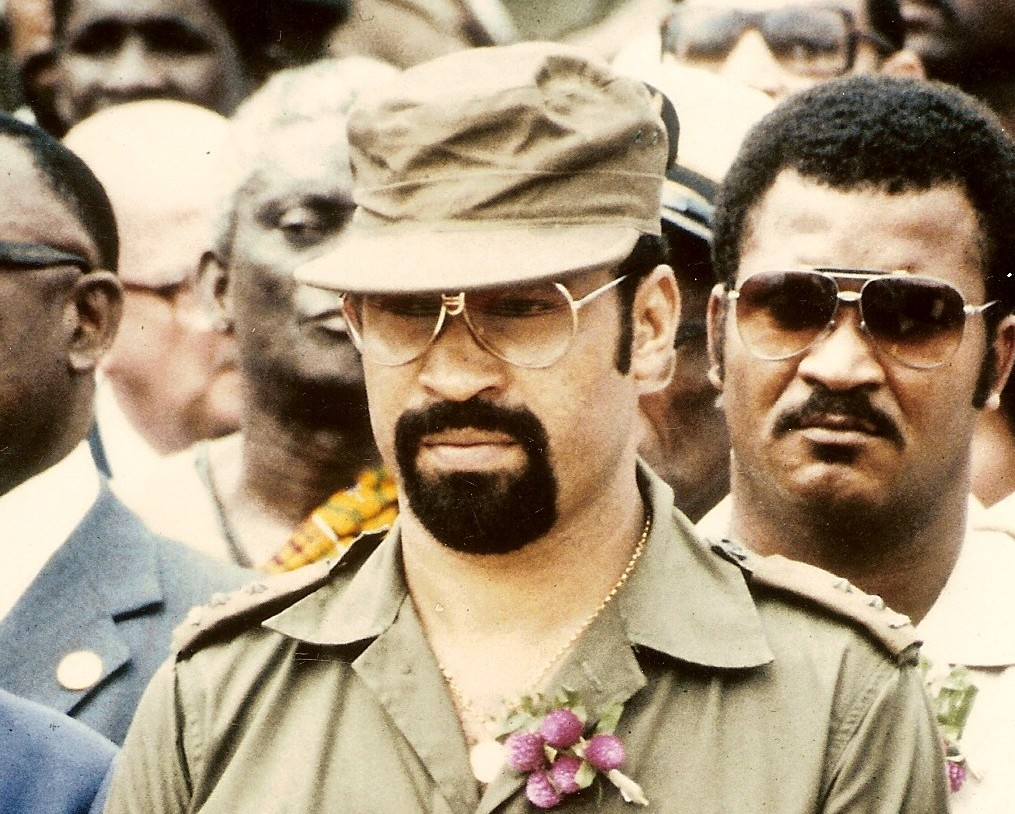
Desi Bouterse

Het democratische bestel hield echter niet lang stand. Premier Arron schreef vervroegde verkiezingen uit in 1980, maar vlak daarvoor op 25 februari greep een groep sergeanten onder leiding van Desi Bouterse de macht in de sergeantencoup.
De dictatuur nam gewelddadige vormen aan toen in december 1982 een aantal vooraanstaande politieke tegenstanders vermoord werden in de Decembermoorden. Het leidde ook tot een breuk van de banden met Nederland en het isolement van het land in de wereld. De Verenigde Staten zagen de ontwikkelingen met lede ogen aan. Nederland verbrak de ontwikkelingsrelatie wat ernstige financiële en economische gevolgen had. In 1986 verslechterde de stiuatie nog verder door het uitbreken van de Binnenlandse Oorlog die leidde tot het Bloedbad van Moiwana. Deze burgeroorlog, die voornamelijk in het oosten van het land plaatsvond, zou nog tot 1992 voortwoeden.

### Terugkeer naar de democratie
Eind 1987 was de internationale druk op de dictator zo hoog gestegen dat hij instemde met een terugkeer naar de democratie, hoewel hij wel legerleider bleef. Ramsewak Shankar werd tot president gekozen en in de verkiezingen van 1987 kreeg Bouterse's NDP slechts 3 van de 51 zetels.
In 1990 werd echter de democratie opnieuw door Bouterse in de zogenaamde telefooncoup opzijgeschoven. Ivan Graanoogst, die na Bouterse's ontslag de positie van legerleider waarnam, werd waarnemend president van Suriname. Den Haag was woedend en zette opnieuw de ontwikkelingshulp stop. Enige dagen later werd Graanoogst vervangen door Johannes Kraag en werd Bouterse opnieuw legerleider en de facto dictator, hoewel de democratische structuren niet vernietigd werden en er op 25 mei 1991 opnieuw verkiezingen gehouden werden. Deze resulteerden in een meerderheid voor het Nieuw Front, maar Bouterse's NDP kreeg 12 van de 51 zetels. Ronald Venetiaan werd de nieuwe president en de verhoudingen met Nederland verbeterden wat.
In juni 1992 sloten Suriname en Nederland een Raamverdrag voor economische, sociale en justitiële samenwerking. De ontwikkelingshulp was in beperkte vorm al in 1988 hervat. Het kwam echter nooit tot een volledige terugkeer van de ontwikkelingshulp en er waren grote economische problemen, waaronder een gierende hyperinflatie. In maart 1994 trad André Telting aan als governor van de CBvS en hij wist in een jaar of twee hieraan een halt toe te roepen, maar de sociale ellende was groot. In de verkiezingen van 1996 verloor het Nieuw Front zijn meerderheid in het parlement en kwam er een door de NDP geleide coalitie aan de macht onder president Jules Wijdenbosch. Deze kabinetsperiode werd gekenmerkt door corruptie, drugsschandalen (zie ook drugs in Suriname) en wanbeleid. Nederland zette in 1998 de ontwikkelingshulp daarom stil. Monetaire financiering, oftewel het bijdrukken van geld, zorgde voor een grote geldontwaarding. In 1999 braken grote protesten uit die Wijdenbosch dwongen eerder verkiezingen uit te schrijven. In de tien jaar die volgden stond Ronald Venetiaan aan de leiding en werd de economie van Suriname vrijwel geheel hersteld. De interne verhoudingen in het Nieuw Front waren echter niet altijd zo harmonieus en de verhouding met Nederland bleef gespannen, hoewel hij er in 2004 een privébezoek aflegde.

### Bouterse als verkozen president
In 2010 verloor het Nieuw Front opnieuw de verkiezingen en kwam Desi Bouterse openlijk terug als leider van het land, ditmaal als democratisch verkozen president. Hij zou via een herverkiezing tien jaar president blijven. De spanningen met Nederland werden bijzonder groot. Hij had er al een veroordeling voor internationale handel in drugs en Nederland vertelde hem dat hij hartelijk welkom was om dat in Nederland te komen uitzitten.
Het beleid van minister van Financiën Gillmore Hoefdraad leidde tot een economische crisis. In 2020 had het electoraat genoeg van hem. Inmiddels was er een nieuwe generatie Surinamers opgegroeid voor wie de gebeurtenissen van de Decembermoorden een zaak van voor hun tijd was. Bouterse kon echter niet verhinderen dat zij tijdens de rechtsgang die tegen hem was aangespannen daarvan kennisnamen. Hij werd als zittend president voor moord aangeklaagd en veroordeeld. Hij ging in verzet en in hoger beroep. Tijdens het kabinet-Bouterse II kreeg hij te maken met grootschalige protesten van de actiegroep Wij Zijn Moe(dig).

### Na 2020
In de verkiezingen van 2020 werd Bouterse's partij verslagen en hierna werd Chandrikapersad Santokhi de nieuwe president. De verstandhouding met Nederland werd hersteld en met de Surinaamse diaspora geïntensiveerd. Het land kampt met grote financiële problemen die verergerd werden door de coronapandemie. Daarnaast stegen de prijzen sterk vanwege ingrepen die het IMF opdroeg om het land uit de crisis te helpen. Een protest in februari 2023 hiertegen ontaarde in rellen, plunderingen en de bestorming van De Nationale Assemblée. Er vielen meer dan twintig gewonden. In mei 2023 liepen protesten tegen de uitgifte van gronden in inheems gebied uit op een gewelddadig protest in Pikin Saron. Twee mensen kwamen om en meerdere raakten gewond.

## Erfgoed
Behalve restanten van plantages zijn er vele houten monumenten in het centrum van Paramaribo bewaard gebleven. Tezamen zijn deze sinds juli 2002 als de historische binnenstad van Paramaribo ingeschreven op de Werelderfgoedlijst van de UNESCO. Zie voor een uitgebreider overzicht onderstaande lijsten:
- Lijst van plantages in Suriname
- Lijst van monumenten in Paramaribo

Sinds 1 juli 2018 zijn de digitale slavenregisters van de voormalige tot slaaf gemaakte Surinaamse voorouders in te zien. Het register kan geraadpleegd worden via het Nationaal Archief in Nederland en dat in Suriname. De registers bevatten ongeveer 80.000 namen van tot slaaf gemaakte Surinaamse voorouders die tussen 1830 en de afschaffing van de slavernij (in 1863) geleefd hebben. Zij staan met naam, geboortedatum, sterfdatum en namen van vaders en moeders in die slavenregisters genoteerd. Tevens zijn de databases "Manumissies in Suriname 1832-1863" en "Surinaamse Emancipatie 1863" via de site van het Nationaal Archief Den Haag beschikbaar. Deze twee databases, de eerste van Okke ten Hove en de tweede door Ten Hove in samenwerking met Heinrich Helstone, zijn onontbeerlijk om gegevens in de slavenregisters terug te kunnen vinden.